# Lar Escola São Francisco
O Lar Escola São Francisco, fundada como instituição filantrópica independente em 1943, por Maria Hecilda Campos Salgado, na cidade de São Paulo, é, atualmente, uma unidade da Associação de Assistência à Criança Deficiente (AACD).

## História

### Início
Maria Hecilda iniciou um trabalho voluntário em 1942 no antigo Abrigo de Menores da cidade, cuidando de treze meninos órfãos e com deficiência física. No mesmo ano, decidiu alugar uma casa na Rua Castro Alves, bairro da Aclimação, região central de São Paulo, assumindo toda a responsabilidade pelos menores, que passaram para o regime de internato. No ano seguinte transferiu o abrigo para uma nova sede na Rua França Pinto, no bairro da Vila Mariana, também na região central. Nessa sede, foi fundado o Lar Escola São Francisco, um centro de reabilitação particular sem fins lucrativos, que continuava a cuidar de menores órfãos e deficientes físicos.

### Convênio com a Unifesp
A instituição, com o passar do tempo, aumento da população e das epidemias, passou a cuidar também da reabilitação de adultos, inclusive idosos. Nesse contexto, foi estabelecido em 1991, um convênio com a  Escola Paulista de Medicina  (depois, indorporada à Universidade Federal de São Paulo – Unifesp). A partir dessa parceria, ocorreu a ampliação da visão científica, aprimorando-se as práticas terapêuticas do Lar Escola, que passou a ser um centro de excelência também no ensino, na pesquisa e na formação de profissionais especializados em diversas áreas da medicina de reabilitação.
A área de reabilitação gerontológica foi criada em 1996, em razão da necessidade de desenvolvimento de atividades técnico-científicas para alunos da recém criada pós-graduação stricto sensu em Reabilitação da Unifesp. O número de atendimentos, inicialmente, era inexpressivo e dependente de projetos de pesquisa. A partir de 2002, houve um aumento das atividades pedagógicas, acompanhada da contratação de um novo coordenador de equipe e de um médico geriatra. Em 2003, a instituição atendia 1 700 deficientes físicos por dia. No entanto, os investimentos e recursos humanos eram reduzidos, principalmente nos curso de Especialização em Gerontologia e Reabilitação Gerontológica.
Em 2012, o Lar Escola São Francisco realizava, em média, mil atendimentos por dia, entre consultas e terapias. No local também funcionava uma oficina ortopédica e um serviço de orientação à empregabilidade. Na época, a oficina ortopédica da instituição produzia, em média, 1.250 produtos ortopédicos por mês.

### Incorporação pela AACD
Em abril de 2012, o Lar Escola São Francisco foi incorporado à Associação de Assistência à Criança Deficiente (AACD). A incorporação deu um novo formato às atividades filantrópicas do LESF como centro de ensino e pesquisa clínica, mantendo-se a sua relação com a Escola Paulista de Medicina. O setor de Reabilitação Gerontológica foi extinto em 29 de junho de 2012.